# Richard Felix Marchand
Richard Felix Marchand, född 25 augusti 1813 i Berlin, död 2 augusti 1850 i Halle an der Saale, var en tysk kemist. Han var far till medicinaren Felix Marchand (1846–1928).
Marchand blev 1840 docent vid Berlins universitet. År 1843 kallades han till extra ordinarie professor i kemi vid universitetet i Halle an der Saale, där han 1846 blev ordinarie professor. Tillsammans med Otto Linné Erdmann utgav han Journals zur praktischen Chemie.